# Stade Tunisien
El Stade Tunisien es un club de fútbol de Túnez de la ciudad de Túnez. Fue fundado en 1948 y se desempeña en la CLP-1.

## Historia
Stade Tunisien es un club de fútbol de Túnez, Túnez. Junto con el Club Africain Espérance y forma el grupo de los tres mejores equipos de la ciudad capital. Junto con el Club Africain Espérance y forma el grupo de los tres mejores equipos utilizados de la ciudad capital. Fundada en 1948, el equipo juega en verde, rojo y blanco, los colores del Bey. El equipo estuvo bajo su patrocinio hasta la independencia de Túnez.
Su terreno es el Stade Hédi-Enneifer, que tiene una capacidad de 11.000.

## Presidentes
| - Ahmed Riahi (1946) - Mohamed Ben Salem (1947–??) - Salah Azaïz (19??–??) - Abdessalem Mestiri (19??–57) - Ali Cherif (1957–63) - Ajmi Slim (1963–70) - Mohieddine Bachraoui (1970–71) | - Habib Mokthar (1971–72) - Hédi Neifar (1972–87) - Youssef Ben Ammar (1987) - Mohamed Achab (1987–90) - Khaled Sanchou (1990–91) - Chedly Karoui (1991–93) | - Mohamed Achab (1993–96) - Moncef Cherif (1996–98) - Jalel Ben Aïssa (1998–04) - Mohamed Achab (2004–08) - Mohamed Derouiche (2008–11) - Kamel Snoussi (2011–13) |

## Entrenadores
- Larbi Ben Hassine (1948-1949)
- Habib Draoua (1949–51)
- Rachid Turki (1951-1957)
- Ahmed Benelfoul (1957-1959)
- Ouardi Berbeche (1959-1960)
- Ammar Nahali (1960-1961)
- Rachid Turki (1961-1962)
- Ammar Nahali (1962-1963)
- Stéphane Dakowski (1963-1964)
- Ammar Nahali (1964-1970)
- Mouldi Belkhamsa (1970-1971)
- Ammar Nahali (1971-1973)
- Stephanovic Dietscha (1973-1974)
- Ahmed Mghirbi (1975-1976)
- Skander Medelgi (1976-1977)
- Milosevic (1977)
- Ezzeddine Bezdah (1978)
- Ameur Hizem (1978-1979)
- Noureddine Diwa (1980-1981)
- André Nagy (1981-1984)
- Branislav Acimovic (1984)
- Ezzeddine Bezdah (1984)
- Oscar Mentes (1985)
- André Nagy (1985-1986)
- Mokhtar Tlili (1986-1987)
- Asparuh Nikodimov (1987-1988)
- Abdelwahab Lahmar (1988-1989)
- Biggy (1989-1990)
- Taoufik Ben Othman (1990)
- Ahmed Mghirbi (1991)
- Ahmed Mghirbi (1991)
- Ezzeddine Bezdah (1992)
- Marian Brncic (1992-1993)
- Wahid Hidoussi (1993)
- Alexandru Moldovan (1993–94)
- Albert Rust (2002)
- Faouzi Benzarti (2002–03)
- Bernard Casoni (2003-04)
- Robertinho (2005–07)
- Mrad Mahjoub (2007)
- Robertinho (2007–08)
- José Morais (julio de 2008–agosto de 2008)
- Farid Ben Belgacem (2008-09)
- Mahmoud Ouertani (2009)
- Patrick Liewig (2009–11)
- Nabil Kouki (2011–12)
- Hubert Velud (enero de 2012–abril de 2012)
- Khaled Ben Sassi (abril de 2012–julio de 2012)
- Ghazi Ghrairi (2012–2013)
- Mohamed Jouirou (mayo de 2013)
- Mahmoud Ouertani (2013)
- Lassad Dridi (interino) (2013–14)
- Sofiène Hidoussi (2014–2016)
- Hichem Nsibi (2016)
- Hedi Mokrani (2016)
- Lofti Sefti (2017)
- Mohamed Kouki (2017)
- Nabil Kouki (2018)
- Mohamed Mkacher (2018)
- Chokri Khatoui (2019)
- Montasser Louhichi (2019)
- Jalel Kadri (2020)
- Anis Boussaïdi (2020-2021)
- Nassif Bayaoui (2021)
- Ghazi Ghrairi (2021)
- Luc Eymael (2021-2022)
- Luc Bernard (2022)
- Lotfi Kadri (2022)
- Skander Kasri (2022-2023)
- Hammadi Daou (2023-2024)
- Maher Kanzari (2024-2025)

## Jugadores

### Jugadores destacados
| - Mohamed Lamine Sylla (2001–02) - Tenema N'Diaye (1999–00) - Samuel Ayorinde (1993–94) - Anis Ayari (2001–04) - Hassen Bejaoui (2002–05) - Anis Boussaidi (2001–04) - José Clayton (2001) | - Bassim Dâassi - Abdelhamid Hergal - Maher Kanzari - Jameleddine Limam (1986–88) - Hamdi Marzouki (2002–04) - Lassaad Ouertani (2001–06) - Samir Sarssar | - Oussama Sellami (1999–04, 2011–) - Issam Trabelsi - Mohamed Trabelsi - Tarek Ziadi (2000–06) - Mohamed Zouabi |

## Palmarés

### Torneos nacionales
- Liga CLP-1 (4):1957, 1961, 1962, 1965
- Liga CLP-2 (2): 2017, 2022
- Copa de Túnez (7):1956, 1958, 1960, 1962, 1966, 2003, 2024
- Copa de la Liga de Túnez (2):2000, 2002

### Torneos internacionales
- Recopa Árabe (2): 1990, 2002.

## Participación en competiciones de la CAF
| Temporada | Torneo                       | Ronda            | Club                  | Casa | Visita | Global |
| --------- | ---------------------------- | ---------------- | --------------------- | ---- | ------ | ------ |
| 1993      | Recopa Africana              | 1                | Hafia FC              | 1-0  | 0-0    | 1-0    |
| 1993      | Recopa Africana              | 2                | US Gorée              | 2-0  | 0-1    | 2-1    |
| 1993      | Recopa Africana              | Cuartos de final | El-Kanemi Warriors    | 1-1  | 0-1    | 1-2    |
| 2004      | Copa Confederación de la CAF | Preliminar       | ASC Thiès             | 6-0  | 0-3    | 6-3    |
| 2004      | Copa Confederación de la CAF | 1                | Ismaily SC            | 2-0  | 1-2    | 3-2    |
| 2004      | Copa Confederación de la CAF | 2                | Liberty Professionals | 1-1  | 2-3    | 3-4    |
| 2009      | Copa Confederación de la CAF | 1                | Stade Malien          | 0-0  | 0-2    | 0-2    |
| 2024/25   | Copa Confederación de la CAF | 1                | Jamus FC              | 4-0  | 1-0    | 5-0    |
| 2024/25   | Copa Confederación de la CAF | 2                | USM Alger             | 1-0  | 0-2    | 1-2    |